# Бессмертная партия цугцванга
Бессмертная партия цугцванга — шахматная партия, сыгранная в Копенгагене в марте 1923 года между Фридрихом Земишем (белые) и Ароном Нимцовичем (чёрные). Партия получила такое название, потому что заключительная позиция считается одним из редких примеров цугцванга в середине игры. Нимцович писал в журнале Wiener Schachzeitung в 1925 году, что название появилось в датских шахматных кругах.

## Ход игры (примечания А. Нимцовича)
Белые: Фридрих Земиш
Чёрные: Арон Нимцович
Дебют: Новоиндийская защита (ECO E18)
1. d4 Кf6 2. c4 e6 3. Кf3 b6 4. g3 Сb7 5. Сg2 Сe7
Новоиндийская защита.
6. Кc3 0-0 7. 0-0 d5 8. Кe5 c6
Укрепляет позицию.
9. cxd5?! cxd5 10. Сf4 a6
Защищает форпост на c4, имея в виду …a6 и …b5.
11. Лc1 b5 12. Фb3 Кc6
Призрак! Подбираясь тихими шагами, он давит на поле c4.
13. Кxc6
Земиш жертвует два темпа (размен потратившего два темпа коня e5 на практически неразвитого коня), просто чтобы избавиться от призрака.
13… Сxc6 14. h3? Фd7 15. Крh2 Кh5
Можно было создать второго призрака с помощью …Фb7 и затем Конь d7-b6-c4, но я захотел перевести моё внимание на королевский фланг.
16. Сd2 f5! 17. Фd1 b4! 18. Кb1 Сb5 19. Лg1 Сd6 20. e4 fxe4!
Эта жертва, имевшая удивительный эффект, основана на следующем здравом соображении: две пешки, 7-я горизонталь и ферзевый фланг соперника, который он не может высвободить — всё это всего лишь ценой фигуры!
21. Фxh5 Лxf2 22. Фg5 Лaf8 23. Крh1 Л8f5 24. Фe3 Сd3 25. Лce1 h6!! (см. диаграмму)
|   | a | b | c | d | e | f | g | h |   |
| - | --- | --- | --- | --- | --- | --- | --- | --- | - |
| 8 | g8 чёрный король · d7 чёрный ферзь · g7 чёрная пешка · a6 чёрная пешка · d6 чёрный слон · e6 чёрная пешка · h6 чёрная пешка · d5 чёрная пешка · f5 чёрная ладья · b4 чёрная пешка · d4 белая пешка · e4 чёрная пешка · d3 чёрный слон · e3 белый ферзь · g3 белая пешка · h3 белая пешка · a2 белая пешка · b2 белая пешка · d2 белый слон · f2 чёрная ладья · g2 белый слон · b1 белый конь · e1 белая ладья · g1 белая ладья · h1 белый король | g8 чёрный король · d7 чёрный ферзь · g7 чёрная пешка · a6 чёрная пешка · d6 чёрный слон · e6 чёрная пешка · h6 чёрная пешка · d5 чёрная пешка · f5 чёрная ладья · b4 чёрная пешка · d4 белая пешка · e4 чёрная пешка · d3 чёрный слон · e3 белый ферзь · g3 белая пешка · h3 белая пешка · a2 белая пешка · b2 белая пешка · d2 белый слон · f2 чёрная ладья · g2 белый слон · b1 белый конь · e1 белая ладья · g1 белая ладья · h1 белый король | g8 чёрный король · d7 чёрный ферзь · g7 чёрная пешка · a6 чёрная пешка · d6 чёрный слон · e6 чёрная пешка · h6 чёрная пешка · d5 чёрная пешка · f5 чёрная ладья · b4 чёрная пешка · d4 белая пешка · e4 чёрная пешка · d3 чёрный слон · e3 белый ферзь · g3 белая пешка · h3 белая пешка · a2 белая пешка · b2 белая пешка · d2 белый слон · f2 чёрная ладья · g2 белый слон · b1 белый конь · e1 белая ладья · g1 белая ладья · h1 белый король | g8 чёрный король · d7 чёрный ферзь · g7 чёрная пешка · a6 чёрная пешка · d6 чёрный слон · e6 чёрная пешка · h6 чёрная пешка · d5 чёрная пешка · f5 чёрная ладья · b4 чёрная пешка · d4 белая пешка · e4 чёрная пешка · d3 чёрный слон · e3 белый ферзь · g3 белая пешка · h3 белая пешка · a2 белая пешка · b2 белая пешка · d2 белый слон · f2 чёрная ладья · g2 белый слон · b1 белый конь · e1 белая ладья · g1 белая ладья · h1 белый король | g8 чёрный король · d7 чёрный ферзь · g7 чёрная пешка · a6 чёрная пешка · d6 чёрный слон · e6 чёрная пешка · h6 чёрная пешка · d5 чёрная пешка · f5 чёрная ладья · b4 чёрная пешка · d4 белая пешка · e4 чёрная пешка · d3 чёрный слон · e3 белый ферзь · g3 белая пешка · h3 белая пешка · a2 белая пешка · b2 белая пешка · d2 белый слон · f2 чёрная ладья · g2 белый слон · b1 белый конь · e1 белая ладья · g1 белая ладья · h1 белый король | g8 чёрный король · d7 чёрный ферзь · g7 чёрная пешка · a6 чёрная пешка · d6 чёрный слон · e6 чёрная пешка · h6 чёрная пешка · d5 чёрная пешка · f5 чёрная ладья · b4 чёрная пешка · d4 белая пешка · e4 чёрная пешка · d3 чёрный слон · e3 белый ферзь · g3 белая пешка · h3 белая пешка · a2 белая пешка · b2 белая пешка · d2 белый слон · f2 чёрная ладья · g2 белый слон · b1 белый конь · e1 белая ладья · g1 белая ладья · h1 белый король | g8 чёрный король · d7 чёрный ферзь · g7 чёрная пешка · a6 чёрная пешка · d6 чёрный слон · e6 чёрная пешка · h6 чёрная пешка · d5 чёрная пешка · f5 чёрная ладья · b4 чёрная пешка · d4 белая пешка · e4 чёрная пешка · d3 чёрный слон · e3 белый ферзь · g3 белая пешка · h3 белая пешка · a2 белая пешка · b2 белая пешка · d2 белый слон · f2 чёрная ладья · g2 белый слон · b1 белый конь · e1 белая ладья · g1 белая ладья · h1 белый король | g8 чёрный король · d7 чёрный ферзь · g7 чёрная пешка · a6 чёрная пешка · d6 чёрный слон · e6 чёрная пешка · h6 чёрная пешка · d5 чёрная пешка · f5 чёрная ладья · b4 чёрная пешка · d4 белая пешка · e4 чёрная пешка · d3 чёрный слон · e3 белый ферзь · g3 белая пешка · h3 белая пешка · a2 белая пешка · b2 белая пешка · d2 белый слон · f2 чёрная ладья · g2 белый слон · b1 белый конь · e1 белая ладья · g1 белая ладья · h1 белый король | 8 |
| 7 | g8 чёрный король · d7 чёрный ферзь · g7 чёрная пешка · a6 чёрная пешка · d6 чёрный слон · e6 чёрная пешка · h6 чёрная пешка · d5 чёрная пешка · f5 чёрная ладья · b4 чёрная пешка · d4 белая пешка · e4 чёрная пешка · d3 чёрный слон · e3 белый ферзь · g3 белая пешка · h3 белая пешка · a2 белая пешка · b2 белая пешка · d2 белый слон · f2 чёрная ладья · g2 белый слон · b1 белый конь · e1 белая ладья · g1 белая ладья · h1 белый король | g8 чёрный король · d7 чёрный ферзь · g7 чёрная пешка · a6 чёрная пешка · d6 чёрный слон · e6 чёрная пешка · h6 чёрная пешка · d5 чёрная пешка · f5 чёрная ладья · b4 чёрная пешка · d4 белая пешка · e4 чёрная пешка · d3 чёрный слон · e3 белый ферзь · g3 белая пешка · h3 белая пешка · a2 белая пешка · b2 белая пешка · d2 белый слон · f2 чёрная ладья · g2 белый слон · b1 белый конь · e1 белая ладья · g1 белая ладья · h1 белый король | g8 чёрный король · d7 чёрный ферзь · g7 чёрная пешка · a6 чёрная пешка · d6 чёрный слон · e6 чёрная пешка · h6 чёрная пешка · d5 чёрная пешка · f5 чёрная ладья · b4 чёрная пешка · d4 белая пешка · e4 чёрная пешка · d3 чёрный слон · e3 белый ферзь · g3 белая пешка · h3 белая пешка · a2 белая пешка · b2 белая пешка · d2 белый слон · f2 чёрная ладья · g2 белый слон · b1 белый конь · e1 белая ладья · g1 белая ладья · h1 белый король | g8 чёрный король · d7 чёрный ферзь · g7 чёрная пешка · a6 чёрная пешка · d6 чёрный слон · e6 чёрная пешка · h6 чёрная пешка · d5 чёрная пешка · f5 чёрная ладья · b4 чёрная пешка · d4 белая пешка · e4 чёрная пешка · d3 чёрный слон · e3 белый ферзь · g3 белая пешка · h3 белая пешка · a2 белая пешка · b2 белая пешка · d2 белый слон · f2 чёрная ладья · g2 белый слон · b1 белый конь · e1 белая ладья · g1 белая ладья · h1 белый король | g8 чёрный король · d7 чёрный ферзь · g7 чёрная пешка · a6 чёрная пешка · d6 чёрный слон · e6 чёрная пешка · h6 чёрная пешка · d5 чёрная пешка · f5 чёрная ладья · b4 чёрная пешка · d4 белая пешка · e4 чёрная пешка · d3 чёрный слон · e3 белый ферзь · g3 белая пешка · h3 белая пешка · a2 белая пешка · b2 белая пешка · d2 белый слон · f2 чёрная ладья · g2 белый слон · b1 белый конь · e1 белая ладья · g1 белая ладья · h1 белый король | g8 чёрный король · d7 чёрный ферзь · g7 чёрная пешка · a6 чёрная пешка · d6 чёрный слон · e6 чёрная пешка · h6 чёрная пешка · d5 чёрная пешка · f5 чёрная ладья · b4 чёрная пешка · d4 белая пешка · e4 чёрная пешка · d3 чёрный слон · e3 белый ферзь · g3 белая пешка · h3 белая пешка · a2 белая пешка · b2 белая пешка · d2 белый слон · f2 чёрная ладья · g2 белый слон · b1 белый конь · e1 белая ладья · g1 белая ладья · h1 белый король | g8 чёрный король · d7 чёрный ферзь · g7 чёрная пешка · a6 чёрная пешка · d6 чёрный слон · e6 чёрная пешка · h6 чёрная пешка · d5 чёрная пешка · f5 чёрная ладья · b4 чёрная пешка · d4 белая пешка · e4 чёрная пешка · d3 чёрный слон · e3 белый ферзь · g3 белая пешка · h3 белая пешка · a2 белая пешка · b2 белая пешка · d2 белый слон · f2 чёрная ладья · g2 белый слон · b1 белый конь · e1 белая ладья · g1 белая ладья · h1 белый король | g8 чёрный король · d7 чёрный ферзь · g7 чёрная пешка · a6 чёрная пешка · d6 чёрный слон · e6 чёрная пешка · h6 чёрная пешка · d5 чёрная пешка · f5 чёрная ладья · b4 чёрная пешка · d4 белая пешка · e4 чёрная пешка · d3 чёрный слон · e3 белый ферзь · g3 белая пешка · h3 белая пешка · a2 белая пешка · b2 белая пешка · d2 белый слон · f2 чёрная ладья · g2 белый слон · b1 белый конь · e1 белая ладья · g1 белая ладья · h1 белый король | 7 |
| 6 | g8 чёрный король · d7 чёрный ферзь · g7 чёрная пешка · a6 чёрная пешка · d6 чёрный слон · e6 чёрная пешка · h6 чёрная пешка · d5 чёрная пешка · f5 чёрная ладья · b4 чёрная пешка · d4 белая пешка · e4 чёрная пешка · d3 чёрный слон · e3 белый ферзь · g3 белая пешка · h3 белая пешка · a2 белая пешка · b2 белая пешка · d2 белый слон · f2 чёрная ладья · g2 белый слон · b1 белый конь · e1 белая ладья · g1 белая ладья · h1 белый король | g8 чёрный король · d7 чёрный ферзь · g7 чёрная пешка · a6 чёрная пешка · d6 чёрный слон · e6 чёрная пешка · h6 чёрная пешка · d5 чёрная пешка · f5 чёрная ладья · b4 чёрная пешка · d4 белая пешка · e4 чёрная пешка · d3 чёрный слон · e3 белый ферзь · g3 белая пешка · h3 белая пешка · a2 белая пешка · b2 белая пешка · d2 белый слон · f2 чёрная ладья · g2 белый слон · b1 белый конь · e1 белая ладья · g1 белая ладья · h1 белый король | g8 чёрный король · d7 чёрный ферзь · g7 чёрная пешка · a6 чёрная пешка · d6 чёрный слон · e6 чёрная пешка · h6 чёрная пешка · d5 чёрная пешка · f5 чёрная ладья · b4 чёрная пешка · d4 белая пешка · e4 чёрная пешка · d3 чёрный слон · e3 белый ферзь · g3 белая пешка · h3 белая пешка · a2 белая пешка · b2 белая пешка · d2 белый слон · f2 чёрная ладья · g2 белый слон · b1 белый конь · e1 белая ладья · g1 белая ладья · h1 белый король | g8 чёрный король · d7 чёрный ферзь · g7 чёрная пешка · a6 чёрная пешка · d6 чёрный слон · e6 чёрная пешка · h6 чёрная пешка · d5 чёрная пешка · f5 чёрная ладья · b4 чёрная пешка · d4 белая пешка · e4 чёрная пешка · d3 чёрный слон · e3 белый ферзь · g3 белая пешка · h3 белая пешка · a2 белая пешка · b2 белая пешка · d2 белый слон · f2 чёрная ладья · g2 белый слон · b1 белый конь · e1 белая ладья · g1 белая ладья · h1 белый король | g8 чёрный король · d7 чёрный ферзь · g7 чёрная пешка · a6 чёрная пешка · d6 чёрный слон · e6 чёрная пешка · h6 чёрная пешка · d5 чёрная пешка · f5 чёрная ладья · b4 чёрная пешка · d4 белая пешка · e4 чёрная пешка · d3 чёрный слон · e3 белый ферзь · g3 белая пешка · h3 белая пешка · a2 белая пешка · b2 белая пешка · d2 белый слон · f2 чёрная ладья · g2 белый слон · b1 белый конь · e1 белая ладья · g1 белая ладья · h1 белый король | g8 чёрный король · d7 чёрный ферзь · g7 чёрная пешка · a6 чёрная пешка · d6 чёрный слон · e6 чёрная пешка · h6 чёрная пешка · d5 чёрная пешка · f5 чёрная ладья · b4 чёрная пешка · d4 белая пешка · e4 чёрная пешка · d3 чёрный слон · e3 белый ферзь · g3 белая пешка · h3 белая пешка · a2 белая пешка · b2 белая пешка · d2 белый слон · f2 чёрная ладья · g2 белый слон · b1 белый конь · e1 белая ладья · g1 белая ладья · h1 белый король | g8 чёрный король · d7 чёрный ферзь · g7 чёрная пешка · a6 чёрная пешка · d6 чёрный слон · e6 чёрная пешка · h6 чёрная пешка · d5 чёрная пешка · f5 чёрная ладья · b4 чёрная пешка · d4 белая пешка · e4 чёрная пешка · d3 чёрный слон · e3 белый ферзь · g3 белая пешка · h3 белая пешка · a2 белая пешка · b2 белая пешка · d2 белый слон · f2 чёрная ладья · g2 белый слон · b1 белый конь · e1 белая ладья · g1 белая ладья · h1 белый король | g8 чёрный король · d7 чёрный ферзь · g7 чёрная пешка · a6 чёрная пешка · d6 чёрный слон · e6 чёрная пешка · h6 чёрная пешка · d5 чёрная пешка · f5 чёрная ладья · b4 чёрная пешка · d4 белая пешка · e4 чёрная пешка · d3 чёрный слон · e3 белый ферзь · g3 белая пешка · h3 белая пешка · a2 белая пешка · b2 белая пешка · d2 белый слон · f2 чёрная ладья · g2 белый слон · b1 белый конь · e1 белая ладья · g1 белая ладья · h1 белый король | 6 |
| 5 | g8 чёрный король · d7 чёрный ферзь · g7 чёрная пешка · a6 чёрная пешка · d6 чёрный слон · e6 чёрная пешка · h6 чёрная пешка · d5 чёрная пешка · f5 чёрная ладья · b4 чёрная пешка · d4 белая пешка · e4 чёрная пешка · d3 чёрный слон · e3 белый ферзь · g3 белая пешка · h3 белая пешка · a2 белая пешка · b2 белая пешка · d2 белый слон · f2 чёрная ладья · g2 белый слон · b1 белый конь · e1 белая ладья · g1 белая ладья · h1 белый король | g8 чёрный король · d7 чёрный ферзь · g7 чёрная пешка · a6 чёрная пешка · d6 чёрный слон · e6 чёрная пешка · h6 чёрная пешка · d5 чёрная пешка · f5 чёрная ладья · b4 чёрная пешка · d4 белая пешка · e4 чёрная пешка · d3 чёрный слон · e3 белый ферзь · g3 белая пешка · h3 белая пешка · a2 белая пешка · b2 белая пешка · d2 белый слон · f2 чёрная ладья · g2 белый слон · b1 белый конь · e1 белая ладья · g1 белая ладья · h1 белый король | g8 чёрный король · d7 чёрный ферзь · g7 чёрная пешка · a6 чёрная пешка · d6 чёрный слон · e6 чёрная пешка · h6 чёрная пешка · d5 чёрная пешка · f5 чёрная ладья · b4 чёрная пешка · d4 белая пешка · e4 чёрная пешка · d3 чёрный слон · e3 белый ферзь · g3 белая пешка · h3 белая пешка · a2 белая пешка · b2 белая пешка · d2 белый слон · f2 чёрная ладья · g2 белый слон · b1 белый конь · e1 белая ладья · g1 белая ладья · h1 белый король | g8 чёрный король · d7 чёрный ферзь · g7 чёрная пешка · a6 чёрная пешка · d6 чёрный слон · e6 чёрная пешка · h6 чёрная пешка · d5 чёрная пешка · f5 чёрная ладья · b4 чёрная пешка · d4 белая пешка · e4 чёрная пешка · d3 чёрный слон · e3 белый ферзь · g3 белая пешка · h3 белая пешка · a2 белая пешка · b2 белая пешка · d2 белый слон · f2 чёрная ладья · g2 белый слон · b1 белый конь · e1 белая ладья · g1 белая ладья · h1 белый король | g8 чёрный король · d7 чёрный ферзь · g7 чёрная пешка · a6 чёрная пешка · d6 чёрный слон · e6 чёрная пешка · h6 чёрная пешка · d5 чёрная пешка · f5 чёрная ладья · b4 чёрная пешка · d4 белая пешка · e4 чёрная пешка · d3 чёрный слон · e3 белый ферзь · g3 белая пешка · h3 белая пешка · a2 белая пешка · b2 белая пешка · d2 белый слон · f2 чёрная ладья · g2 белый слон · b1 белый конь · e1 белая ладья · g1 белая ладья · h1 белый король | g8 чёрный король · d7 чёрный ферзь · g7 чёрная пешка · a6 чёрная пешка · d6 чёрный слон · e6 чёрная пешка · h6 чёрная пешка · d5 чёрная пешка · f5 чёрная ладья · b4 чёрная пешка · d4 белая пешка · e4 чёрная пешка · d3 чёрный слон · e3 белый ферзь · g3 белая пешка · h3 белая пешка · a2 белая пешка · b2 белая пешка · d2 белый слон · f2 чёрная ладья · g2 белый слон · b1 белый конь · e1 белая ладья · g1 белая ладья · h1 белый король | g8 чёрный король · d7 чёрный ферзь · g7 чёрная пешка · a6 чёрная пешка · d6 чёрный слон · e6 чёрная пешка · h6 чёрная пешка · d5 чёрная пешка · f5 чёрная ладья · b4 чёрная пешка · d4 белая пешка · e4 чёрная пешка · d3 чёрный слон · e3 белый ферзь · g3 белая пешка · h3 белая пешка · a2 белая пешка · b2 белая пешка · d2 белый слон · f2 чёрная ладья · g2 белый слон · b1 белый конь · e1 белая ладья · g1 белая ладья · h1 белый король | g8 чёрный король · d7 чёрный ферзь · g7 чёрная пешка · a6 чёрная пешка · d6 чёрный слон · e6 чёрная пешка · h6 чёрная пешка · d5 чёрная пешка · f5 чёрная ладья · b4 чёрная пешка · d4 белая пешка · e4 чёрная пешка · d3 чёрный слон · e3 белый ферзь · g3 белая пешка · h3 белая пешка · a2 белая пешка · b2 белая пешка · d2 белый слон · f2 чёрная ладья · g2 белый слон · b1 белый конь · e1 белая ладья · g1 белая ладья · h1 белый король | 5 |
| 4 | g8 чёрный король · d7 чёрный ферзь · g7 чёрная пешка · a6 чёрная пешка · d6 чёрный слон · e6 чёрная пешка · h6 чёрная пешка · d5 чёрная пешка · f5 чёрная ладья · b4 чёрная пешка · d4 белая пешка · e4 чёрная пешка · d3 чёрный слон · e3 белый ферзь · g3 белая пешка · h3 белая пешка · a2 белая пешка · b2 белая пешка · d2 белый слон · f2 чёрная ладья · g2 белый слон · b1 белый конь · e1 белая ладья · g1 белая ладья · h1 белый король | g8 чёрный король · d7 чёрный ферзь · g7 чёрная пешка · a6 чёрная пешка · d6 чёрный слон · e6 чёрная пешка · h6 чёрная пешка · d5 чёрная пешка · f5 чёрная ладья · b4 чёрная пешка · d4 белая пешка · e4 чёрная пешка · d3 чёрный слон · e3 белый ферзь · g3 белая пешка · h3 белая пешка · a2 белая пешка · b2 белая пешка · d2 белый слон · f2 чёрная ладья · g2 белый слон · b1 белый конь · e1 белая ладья · g1 белая ладья · h1 белый король | g8 чёрный король · d7 чёрный ферзь · g7 чёрная пешка · a6 чёрная пешка · d6 чёрный слон · e6 чёрная пешка · h6 чёрная пешка · d5 чёрная пешка · f5 чёрная ладья · b4 чёрная пешка · d4 белая пешка · e4 чёрная пешка · d3 чёрный слон · e3 белый ферзь · g3 белая пешка · h3 белая пешка · a2 белая пешка · b2 белая пешка · d2 белый слон · f2 чёрная ладья · g2 белый слон · b1 белый конь · e1 белая ладья · g1 белая ладья · h1 белый король | g8 чёрный король · d7 чёрный ферзь · g7 чёрная пешка · a6 чёрная пешка · d6 чёрный слон · e6 чёрная пешка · h6 чёрная пешка · d5 чёрная пешка · f5 чёрная ладья · b4 чёрная пешка · d4 белая пешка · e4 чёрная пешка · d3 чёрный слон · e3 белый ферзь · g3 белая пешка · h3 белая пешка · a2 белая пешка · b2 белая пешка · d2 белый слон · f2 чёрная ладья · g2 белый слон · b1 белый конь · e1 белая ладья · g1 белая ладья · h1 белый король | g8 чёрный король · d7 чёрный ферзь · g7 чёрная пешка · a6 чёрная пешка · d6 чёрный слон · e6 чёрная пешка · h6 чёрная пешка · d5 чёрная пешка · f5 чёрная ладья · b4 чёрная пешка · d4 белая пешка · e4 чёрная пешка · d3 чёрный слон · e3 белый ферзь · g3 белая пешка · h3 белая пешка · a2 белая пешка · b2 белая пешка · d2 белый слон · f2 чёрная ладья · g2 белый слон · b1 белый конь · e1 белая ладья · g1 белая ладья · h1 белый король | g8 чёрный король · d7 чёрный ферзь · g7 чёрная пешка · a6 чёрная пешка · d6 чёрный слон · e6 чёрная пешка · h6 чёрная пешка · d5 чёрная пешка · f5 чёрная ладья · b4 чёрная пешка · d4 белая пешка · e4 чёрная пешка · d3 чёрный слон · e3 белый ферзь · g3 белая пешка · h3 белая пешка · a2 белая пешка · b2 белая пешка · d2 белый слон · f2 чёрная ладья · g2 белый слон · b1 белый конь · e1 белая ладья · g1 белая ладья · h1 белый король | g8 чёрный король · d7 чёрный ферзь · g7 чёрная пешка · a6 чёрная пешка · d6 чёрный слон · e6 чёрная пешка · h6 чёрная пешка · d5 чёрная пешка · f5 чёрная ладья · b4 чёрная пешка · d4 белая пешка · e4 чёрная пешка · d3 чёрный слон · e3 белый ферзь · g3 белая пешка · h3 белая пешка · a2 белая пешка · b2 белая пешка · d2 белый слон · f2 чёрная ладья · g2 белый слон · b1 белый конь · e1 белая ладья · g1 белая ладья · h1 белый король | g8 чёрный король · d7 чёрный ферзь · g7 чёрная пешка · a6 чёрная пешка · d6 чёрный слон · e6 чёрная пешка · h6 чёрная пешка · d5 чёрная пешка · f5 чёрная ладья · b4 чёрная пешка · d4 белая пешка · e4 чёрная пешка · d3 чёрный слон · e3 белый ферзь · g3 белая пешка · h3 белая пешка · a2 белая пешка · b2 белая пешка · d2 белый слон · f2 чёрная ладья · g2 белый слон · b1 белый конь · e1 белая ладья · g1 белая ладья · h1 белый король | 4 |
| 3 | g8 чёрный король · d7 чёрный ферзь · g7 чёрная пешка · a6 чёрная пешка · d6 чёрный слон · e6 чёрная пешка · h6 чёрная пешка · d5 чёрная пешка · f5 чёрная ладья · b4 чёрная пешка · d4 белая пешка · e4 чёрная пешка · d3 чёрный слон · e3 белый ферзь · g3 белая пешка · h3 белая пешка · a2 белая пешка · b2 белая пешка · d2 белый слон · f2 чёрная ладья · g2 белый слон · b1 белый конь · e1 белая ладья · g1 белая ладья · h1 белый король | g8 чёрный король · d7 чёрный ферзь · g7 чёрная пешка · a6 чёрная пешка · d6 чёрный слон · e6 чёрная пешка · h6 чёрная пешка · d5 чёрная пешка · f5 чёрная ладья · b4 чёрная пешка · d4 белая пешка · e4 чёрная пешка · d3 чёрный слон · e3 белый ферзь · g3 белая пешка · h3 белая пешка · a2 белая пешка · b2 белая пешка · d2 белый слон · f2 чёрная ладья · g2 белый слон · b1 белый конь · e1 белая ладья · g1 белая ладья · h1 белый король | g8 чёрный король · d7 чёрный ферзь · g7 чёрная пешка · a6 чёрная пешка · d6 чёрный слон · e6 чёрная пешка · h6 чёрная пешка · d5 чёрная пешка · f5 чёрная ладья · b4 чёрная пешка · d4 белая пешка · e4 чёрная пешка · d3 чёрный слон · e3 белый ферзь · g3 белая пешка · h3 белая пешка · a2 белая пешка · b2 белая пешка · d2 белый слон · f2 чёрная ладья · g2 белый слон · b1 белый конь · e1 белая ладья · g1 белая ладья · h1 белый король | g8 чёрный король · d7 чёрный ферзь · g7 чёрная пешка · a6 чёрная пешка · d6 чёрный слон · e6 чёрная пешка · h6 чёрная пешка · d5 чёрная пешка · f5 чёрная ладья · b4 чёрная пешка · d4 белая пешка · e4 чёрная пешка · d3 чёрный слон · e3 белый ферзь · g3 белая пешка · h3 белая пешка · a2 белая пешка · b2 белая пешка · d2 белый слон · f2 чёрная ладья · g2 белый слон · b1 белый конь · e1 белая ладья · g1 белая ладья · h1 белый король | g8 чёрный король · d7 чёрный ферзь · g7 чёрная пешка · a6 чёрная пешка · d6 чёрный слон · e6 чёрная пешка · h6 чёрная пешка · d5 чёрная пешка · f5 чёрная ладья · b4 чёрная пешка · d4 белая пешка · e4 чёрная пешка · d3 чёрный слон · e3 белый ферзь · g3 белая пешка · h3 белая пешка · a2 белая пешка · b2 белая пешка · d2 белый слон · f2 чёрная ладья · g2 белый слон · b1 белый конь · e1 белая ладья · g1 белая ладья · h1 белый король | g8 чёрный король · d7 чёрный ферзь · g7 чёрная пешка · a6 чёрная пешка · d6 чёрный слон · e6 чёрная пешка · h6 чёрная пешка · d5 чёрная пешка · f5 чёрная ладья · b4 чёрная пешка · d4 белая пешка · e4 чёрная пешка · d3 чёрный слон · e3 белый ферзь · g3 белая пешка · h3 белая пешка · a2 белая пешка · b2 белая пешка · d2 белый слон · f2 чёрная ладья · g2 белый слон · b1 белый конь · e1 белая ладья · g1 белая ладья · h1 белый король | g8 чёрный король · d7 чёрный ферзь · g7 чёрная пешка · a6 чёрная пешка · d6 чёрный слон · e6 чёрная пешка · h6 чёрная пешка · d5 чёрная пешка · f5 чёрная ладья · b4 чёрная пешка · d4 белая пешка · e4 чёрная пешка · d3 чёрный слон · e3 белый ферзь · g3 белая пешка · h3 белая пешка · a2 белая пешка · b2 белая пешка · d2 белый слон · f2 чёрная ладья · g2 белый слон · b1 белый конь · e1 белая ладья · g1 белая ладья · h1 белый король | g8 чёрный король · d7 чёрный ферзь · g7 чёрная пешка · a6 чёрная пешка · d6 чёрный слон · e6 чёрная пешка · h6 чёрная пешка · d5 чёрная пешка · f5 чёрная ладья · b4 чёрная пешка · d4 белая пешка · e4 чёрная пешка · d3 чёрный слон · e3 белый ферзь · g3 белая пешка · h3 белая пешка · a2 белая пешка · b2 белая пешка · d2 белый слон · f2 чёрная ладья · g2 белый слон · b1 белый конь · e1 белая ладья · g1 белая ладья · h1 белый король | 3 |
| 2 | g8 чёрный король · d7 чёрный ферзь · g7 чёрная пешка · a6 чёрная пешка · d6 чёрный слон · e6 чёрная пешка · h6 чёрная пешка · d5 чёрная пешка · f5 чёрная ладья · b4 чёрная пешка · d4 белая пешка · e4 чёрная пешка · d3 чёрный слон · e3 белый ферзь · g3 белая пешка · h3 белая пешка · a2 белая пешка · b2 белая пешка · d2 белый слон · f2 чёрная ладья · g2 белый слон · b1 белый конь · e1 белая ладья · g1 белая ладья · h1 белый король | g8 чёрный король · d7 чёрный ферзь · g7 чёрная пешка · a6 чёрная пешка · d6 чёрный слон · e6 чёрная пешка · h6 чёрная пешка · d5 чёрная пешка · f5 чёрная ладья · b4 чёрная пешка · d4 белая пешка · e4 чёрная пешка · d3 чёрный слон · e3 белый ферзь · g3 белая пешка · h3 белая пешка · a2 белая пешка · b2 белая пешка · d2 белый слон · f2 чёрная ладья · g2 белый слон · b1 белый конь · e1 белая ладья · g1 белая ладья · h1 белый король | g8 чёрный король · d7 чёрный ферзь · g7 чёрная пешка · a6 чёрная пешка · d6 чёрный слон · e6 чёрная пешка · h6 чёрная пешка · d5 чёрная пешка · f5 чёрная ладья · b4 чёрная пешка · d4 белая пешка · e4 чёрная пешка · d3 чёрный слон · e3 белый ферзь · g3 белая пешка · h3 белая пешка · a2 белая пешка · b2 белая пешка · d2 белый слон · f2 чёрная ладья · g2 белый слон · b1 белый конь · e1 белая ладья · g1 белая ладья · h1 белый король | g8 чёрный король · d7 чёрный ферзь · g7 чёрная пешка · a6 чёрная пешка · d6 чёрный слон · e6 чёрная пешка · h6 чёрная пешка · d5 чёрная пешка · f5 чёрная ладья · b4 чёрная пешка · d4 белая пешка · e4 чёрная пешка · d3 чёрный слон · e3 белый ферзь · g3 белая пешка · h3 белая пешка · a2 белая пешка · b2 белая пешка · d2 белый слон · f2 чёрная ладья · g2 белый слон · b1 белый конь · e1 белая ладья · g1 белая ладья · h1 белый король | g8 чёрный король · d7 чёрный ферзь · g7 чёрная пешка · a6 чёрная пешка · d6 чёрный слон · e6 чёрная пешка · h6 чёрная пешка · d5 чёрная пешка · f5 чёрная ладья · b4 чёрная пешка · d4 белая пешка · e4 чёрная пешка · d3 чёрный слон · e3 белый ферзь · g3 белая пешка · h3 белая пешка · a2 белая пешка · b2 белая пешка · d2 белый слон · f2 чёрная ладья · g2 белый слон · b1 белый конь · e1 белая ладья · g1 белая ладья · h1 белый король | g8 чёрный король · d7 чёрный ферзь · g7 чёрная пешка · a6 чёрная пешка · d6 чёрный слон · e6 чёрная пешка · h6 чёрная пешка · d5 чёрная пешка · f5 чёрная ладья · b4 чёрная пешка · d4 белая пешка · e4 чёрная пешка · d3 чёрный слон · e3 белый ферзь · g3 белая пешка · h3 белая пешка · a2 белая пешка · b2 белая пешка · d2 белый слон · f2 чёрная ладья · g2 белый слон · b1 белый конь · e1 белая ладья · g1 белая ладья · h1 белый король | g8 чёрный король · d7 чёрный ферзь · g7 чёрная пешка · a6 чёрная пешка · d6 чёрный слон · e6 чёрная пешка · h6 чёрная пешка · d5 чёрная пешка · f5 чёрная ладья · b4 чёрная пешка · d4 белая пешка · e4 чёрная пешка · d3 чёрный слон · e3 белый ферзь · g3 белая пешка · h3 белая пешка · a2 белая пешка · b2 белая пешка · d2 белый слон · f2 чёрная ладья · g2 белый слон · b1 белый конь · e1 белая ладья · g1 белая ладья · h1 белый король | g8 чёрный король · d7 чёрный ферзь · g7 чёрная пешка · a6 чёрная пешка · d6 чёрный слон · e6 чёрная пешка · h6 чёрная пешка · d5 чёрная пешка · f5 чёрная ладья · b4 чёрная пешка · d4 белая пешка · e4 чёрная пешка · d3 чёрный слон · e3 белый ферзь · g3 белая пешка · h3 белая пешка · a2 белая пешка · b2 белая пешка · d2 белый слон · f2 чёрная ладья · g2 белый слон · b1 белый конь · e1 белая ладья · g1 белая ладья · h1 белый король | 2 |
| 1 | g8 чёрный король · d7 чёрный ферзь · g7 чёрная пешка · a6 чёрная пешка · d6 чёрный слон · e6 чёрная пешка · h6 чёрная пешка · d5 чёрная пешка · f5 чёрная ладья · b4 чёрная пешка · d4 белая пешка · e4 чёрная пешка · d3 чёрный слон · e3 белый ферзь · g3 белая пешка · h3 белая пешка · a2 белая пешка · b2 белая пешка · d2 белый слон · f2 чёрная ладья · g2 белый слон · b1 белый конь · e1 белая ладья · g1 белая ладья · h1 белый король | g8 чёрный король · d7 чёрный ферзь · g7 чёрная пешка · a6 чёрная пешка · d6 чёрный слон · e6 чёрная пешка · h6 чёрная пешка · d5 чёрная пешка · f5 чёрная ладья · b4 чёрная пешка · d4 белая пешка · e4 чёрная пешка · d3 чёрный слон · e3 белый ферзь · g3 белая пешка · h3 белая пешка · a2 белая пешка · b2 белая пешка · d2 белый слон · f2 чёрная ладья · g2 белый слон · b1 белый конь · e1 белая ладья · g1 белая ладья · h1 белый король | g8 чёрный король · d7 чёрный ферзь · g7 чёрная пешка · a6 чёрная пешка · d6 чёрный слон · e6 чёрная пешка · h6 чёрная пешка · d5 чёрная пешка · f5 чёрная ладья · b4 чёрная пешка · d4 белая пешка · e4 чёрная пешка · d3 чёрный слон · e3 белый ферзь · g3 белая пешка · h3 белая пешка · a2 белая пешка · b2 белая пешка · d2 белый слон · f2 чёрная ладья · g2 белый слон · b1 белый конь · e1 белая ладья · g1 белая ладья · h1 белый король | g8 чёрный король · d7 чёрный ферзь · g7 чёрная пешка · a6 чёрная пешка · d6 чёрный слон · e6 чёрная пешка · h6 чёрная пешка · d5 чёрная пешка · f5 чёрная ладья · b4 чёрная пешка · d4 белая пешка · e4 чёрная пешка · d3 чёрный слон · e3 белый ферзь · g3 белая пешка · h3 белая пешка · a2 белая пешка · b2 белая пешка · d2 белый слон · f2 чёрная ладья · g2 белый слон · b1 белый конь · e1 белая ладья · g1 белая ладья · h1 белый король | g8 чёрный король · d7 чёрный ферзь · g7 чёрная пешка · a6 чёрная пешка · d6 чёрный слон · e6 чёрная пешка · h6 чёрная пешка · d5 чёрная пешка · f5 чёрная ладья · b4 чёрная пешка · d4 белая пешка · e4 чёрная пешка · d3 чёрный слон · e3 белый ферзь · g3 белая пешка · h3 белая пешка · a2 белая пешка · b2 белая пешка · d2 белый слон · f2 чёрная ладья · g2 белый слон · b1 белый конь · e1 белая ладья · g1 белая ладья · h1 белый король | g8 чёрный король · d7 чёрный ферзь · g7 чёрная пешка · a6 чёрная пешка · d6 чёрный слон · e6 чёрная пешка · h6 чёрная пешка · d5 чёрная пешка · f5 чёрная ладья · b4 чёрная пешка · d4 белая пешка · e4 чёрная пешка · d3 чёрный слон · e3 белый ферзь · g3 белая пешка · h3 белая пешка · a2 белая пешка · b2 белая пешка · d2 белый слон · f2 чёрная ладья · g2 белый слон · b1 белый конь · e1 белая ладья · g1 белая ладья · h1 белый король | g8 чёрный король · d7 чёрный ферзь · g7 чёрная пешка · a6 чёрная пешка · d6 чёрный слон · e6 чёрная пешка · h6 чёрная пешка · d5 чёрная пешка · f5 чёрная ладья · b4 чёрная пешка · d4 белая пешка · e4 чёрная пешка · d3 чёрный слон · e3 белый ферзь · g3 белая пешка · h3 белая пешка · a2 белая пешка · b2 белая пешка · d2 белый слон · f2 чёрная ладья · g2 белый слон · b1 белый конь · e1 белая ладья · g1 белая ладья · h1 белый король | g8 чёрный король · d7 чёрный ферзь · g7 чёрная пешка · a6 чёрная пешка · d6 чёрный слон · e6 чёрная пешка · h6 чёрная пешка · d5 чёрная пешка · f5 чёрная ладья · b4 чёрная пешка · d4 белая пешка · e4 чёрная пешка · d3 чёрный слон · e3 белый ферзь · g3 белая пешка · h3 белая пешка · a2 белая пешка · b2 белая пешка · d2 белый слон · f2 чёрная ладья · g2 белый слон · b1 белый конь · e1 белая ладья · g1 белая ладья · h1 белый король | 1 |
|   | a | b | c | d | e | f | g | h |   |

Блестящий ход, после которого наступает цугцванг. У белых не осталось ни одного хода. Если, например, Крh2 или g4, тогда Л5f3. Чёрные теперь могут делать выжидательные ходы королём, и белые, волей-неволей, должны броситься на меч.
0-1

## Возражения против названия
Эндрю Солтис возражал против наименования данной партии «бессмертной партией цугцванга», объясняя это так: «Во-первых, Земиш мог пойти одной из своих фигур, пусть даже это бы возвращало Нимцовичу пожертвованную фигуру. Во-вторых, партия не содержит настоящего цугцванга, потому что в самом конце Нимцович угрожает выиграть неприятельского ферзя. Таким мучительным цугцванг делает то, что проигравший погибает не от угрозы, а от своих же действий». Аналогично считает Вольфганг Хайденфельд: «цугцванг, в собственном смысле этого слова, не прослеживается ни на какой стадии партии. В заключительной позиции чёрные угрожают ходом Л5f3, против чего у белых нет никакого ответа». Реймонд Кин в своей биографии Нимцовича пишет: «Это так называемая „бессмертная партия цугцванга“. Я предпочитаю рассматривать её как пример тотальной парализации сопротивления; наивысшее выражение профилактики, при котором возможности соперника сводятся к такому уровню, чтобы только избежать пата».